# Nová agrárna strana
Nová agrárna strana (zkratka NAS, česky Nová agrární strana) byla slovenská politická strana působící v letech 1990–1998, do roku 1997 pod názvem Roľnícka strana Slovenska.

## Historie
Před parlamentními volbami v roce 1994 vytvořila strana společně s Hnutím za demokratické Slovensko (HZDS) předvolební koalici HZDS-RSS. Strana se tak dostala do parlamentu a společně s HZDS získala celkem 61 mandátů. Po volbách RSS utvořila společně s HZDS koaliční vládu v čele s Vladimírem Mečiarem. Součástí koalice byly dále strany Sdružení delníků Slovenska (ZRS) a Slovenská národní strana (SNS).
V listopadu 1997 strana po sloučení s Hnutím zemědělců Slovenské republiky, jehož předsedou byl Jozef Klein a RSS změnila název na Nová agrárna strana.
V roce 1997 přijala vládní koalice v čele s Hnutím za demokratické Slovensko (HZDS) novelu volebního zákona, která prakticky znemožňovala kandidaturu volebních koalic v parlamentních volbách. Protože preference strany byly před volbami v roce 1998 mizivé a strana nemohla kandidovat v koalici, v červenci 1998 zanikla sloučením s HZDS.

## Vývoj názvu
- Československá strana poľnohospodárska (únor 1990–prosinec 1990)
- Roľnícka strana Slovenska (1990–1997)
- Nová agrárna strana (1997–1998)